# Egidio De Maulo

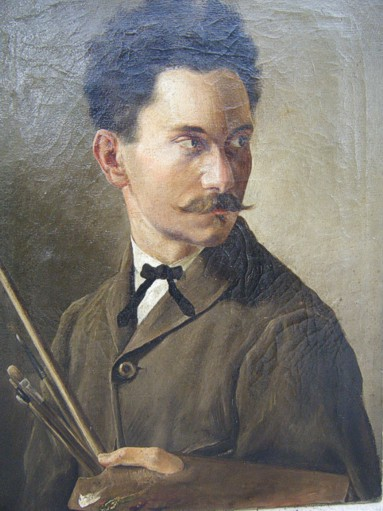
Egidio De Maulo

Egidio De Maulo (Giulianova, 4 settembre 1840 – Roma, 14 novembre 1922) è stato un pittore italiano.

## Biografia
Fu discepolo di Consalvo Carelli, suocero di Vincenzo Bindi, il mecenate che ha donato a Giulianova la propria biblioteca e la raccolta di dipinti che oggi compongono la pinacoteca giuliese. 
De Maulo si trasferì giovanissimo a Napoli dove si inserì con successo fra i pittori che facevano parte della Scuola di Posillipo. Trattò soprattutto il paesaggio e la natura morta. 
In una Promotrice di Napoli partecipò con tre opere: “Un gruppo di cacciagione”, “Una lepre” ed “Un germano”. 
 in una collezione privata è stato ritrovato un suo “pezzo” assai pregiato, olio su tela, che ritrae una beccaccia morta.
Un suo dipinto, La Madonna che mostra il Bambino, si trova nella cappella gentilizia di San Gaetano Thiene, situata a Giulianova.
Formatosi all’Accademia di Belle Arti di Napoli sotto la guida di G. Carelli, aderì alle forme paesaggistiche della Scuola di Posillipo, con marine e vedute d'Abruzzo e dei dintorni di Napoli. Dipinse anche ritratti, ma fu noto soprattutto come autore di nature morte ("Testa di vecchio" e "Un bottone di rosa", esposti a Milano nel 1872). Con quest'ultimo genere si presentò più frequentemente alle esposizioni (Una lepre, Gruppo di selvaggina e Una capoverde, esposti a Firenze nel 1891-1892; Un capoverde, esposto a Roma nel 1900).
Morì a Roma il 14 novembre 1922.